# Karl Wehner
Karl Wilhelm Wehner (* 5. Dezember 1875 in Alt Weisbach (Hohenlohe); † 9. Juni 1957 in Mannheim) war ein deutscher Politiker (SPD).

## Leben
Karl Wehner wurde als Sohn eines Kleinbauern und Leinewebers geboren. Nach dem Volksschulabschluss 1890 begann er eine Lehre als Schmied und Feilenhauer in Alt Weißbach, die er 1893 mit der Gesellenprüfung abschloss. Zunächst in Schlesien tätig, arbeitete er ab 1898 als Schmied, Schlosser und Monteur in Mannheim und schloss sich 1900 dem Deutschen Metallarbeiter-Verband an. Wehner trat 1901 in die SPD ein. Er besuchte dort von 1904 bis 1907 die Gewerbeschule.
Er war von 1913 bis 1919 Kreistagsabgeordneter im Landkreis Mannheim und von 1919 bis 1922 Stadtverordneter in Mannheim. Von 1915 bis 1933 fungierte er auch als Vorstand und nebenamtlicher Sekretär der freireligiösen Gemeinde Mannheim.
Während der Novemberrevolution und danach bis 1919 war Wehner Mitglied des Volksausschusses und Sekretär des Mannheimer Arbeiter- und Soldatenrates sowie Mitglied der Landeszentrale der Arbeiter- und Soldatenräte in Baden. Im Oktober 1919 wurde er beim Landespreisamt angestellt. Er war ab 1919 Mitglied der Verfassunggebenden Landesversammlung der Republik Baden und bis 1921 sowie erneut vom 13. Mai 1930, als er für die verstorbene Abgeordnete Therese Blase nachrückte, bis 1933 Mitglied des Badischen Landtages.
Während der Zeit des Nationalsozialismus wurde Wehner 1933 für drei Monate in „Schutzhaft“ genommen.